# Paul Epworth
Paul Epworth, är en Grammybelönad brittisk musikproducent, musiker och låtskrivare.
2012 belönades han med ett flertal Grammys för sitt samarbete med den brittiska artisten Adele.